# Tipton (Familienname)
Tipton ist ein englischer Familienname.

## Namensträger
- Billy Tipton (1914–1989), US-amerikanischer Jazz-Musiker
- George Aliceson Tipton (1932–2016), amerikanischer Komponist, Arrangeur und Dirigent
- Glenn Tipton (* 1947), britischer Heavy-Metal-Gitarrist
- John Tipton (1786–1839), US-amerikanischer Politiker
- Lio Tipton (Analeigh Christian Tipton; * 1988), US-amerikanische Eiskunstläuferin, Schauspielerin und Model
- Scott Tipton (* 1956), US-amerikanischer Politiker
- Thomas Tipton (Politiker) (1817–1899), US-amerikanischer Politiker
- Thomas Tipton (Sänger) (1926–2007), US-amerikanischer Opernsänger
- Thomas F. Tipton (1833–1904), US-amerikanischer Politiker
- Zurlon Tipton (1990–2016), US-amerikanischer American-Football-Spieler